# Ceratomyxa diplodae
Ceratomyxa diplodae is een microscopische parasiet uit de familie Ceratomyxidae. Ceratomyxa diplodae werd in 1989 beschreven door Lubat, Radujkovic, Marques & Bouix. 